# Religion en Tanzanie
Estimation en 2020
- Christianisme (63,1 %)
- Islam (34,1 %)
- Religions traditionnelles africaines (1,1 %)
- Autre (1,7 %)

Le christianisme est la plus importante des religions en Tanzanie. Le Pays compte 62 000 000 d'habitants en 2021 (diasporas non comprises) et possède d'importantes minorités musulmanes et animistes.
Les statistiques actuelles sur la taille relative des diverses religions en Tanzanie sont limitées car les questions religieuses ont été éliminées des rapports de recensement gouvernementaux depuis 1967. Une enquête de 2010 du Pew Research Center a révélé que 60 % de la population est chrétienne, 36 % est musulmane, 2 % pratiquent des religions traditionnelles et 1 % ne sont affiliées à aucune des trois mouvances.

## Statistiques
Les questions religieuses ont été éliminées des rapports de recensement gouvernementaux depuis 1967 et les statistiques relatives à la religion sont considérées en Tanzanie comme biaisées et peu fiables.
| Source              | année | Chrétiens | Musulmans | Religions traditionnelles | autres |
| ------------------- | ----- | --------- | --------- | ------------------------- | ------ |
| Pew Research Center | 2010  | 60 %      | 36 %      | 2 %                       | 1 %    |
| CIA World Factbook  | 2020  | 63.1 %    | 34.1 %    | 1.1 %                     | 1.7%   |

Environ 98 % de la population de Zanzibar serait musulmane et il existe également des communautés actives d'autres groupes religieux, principalement sur le continent (bouddhistes, les hindous, les sikhs et les baha'is).

## Galerie

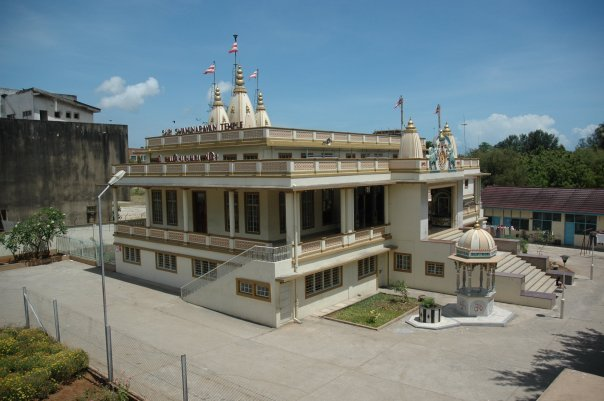
Temple de Swaminarayan.
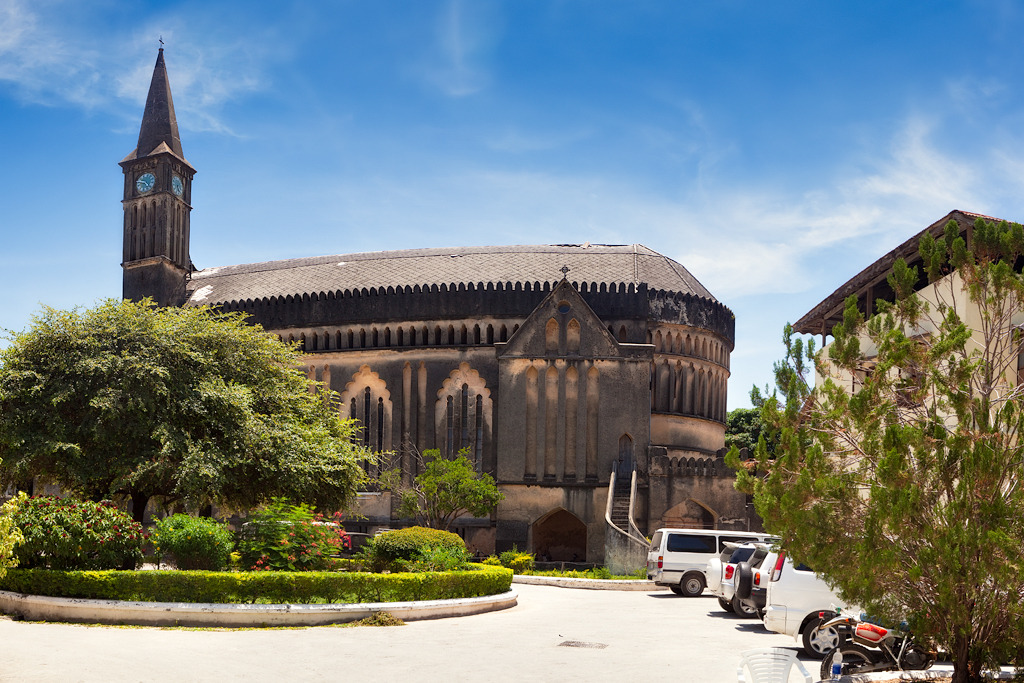
Cathédrale anglicane Christ-Church de Zanzibar.
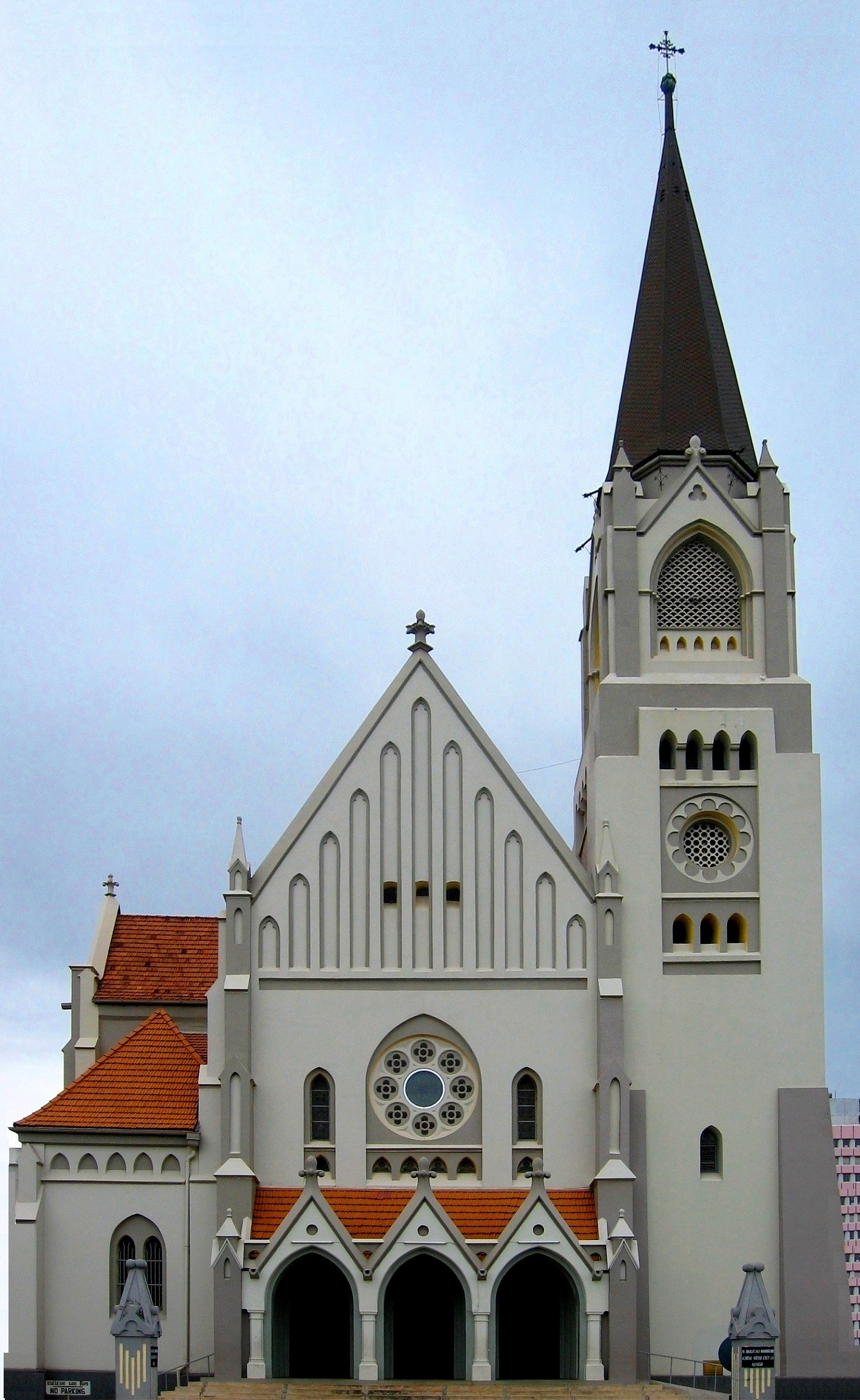
Cathédrale catholique Saint Joseph de Dar Es Salaam.
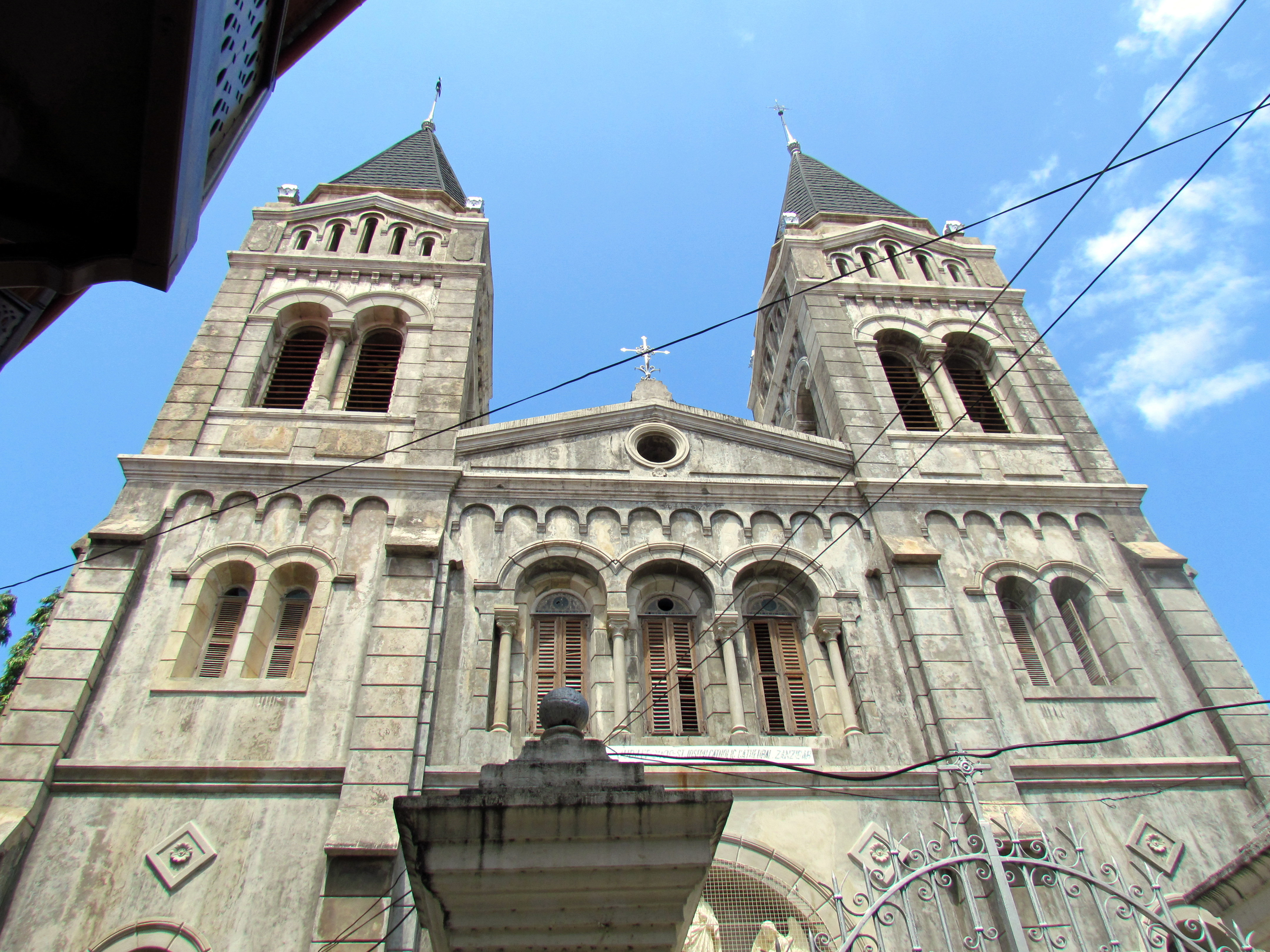
Cathédrale catholique St Joseph, Zanzibar. Près des deux tiers de la population tanzanienne est chrétienne. En revanche, Zanzibar est presque entièrement musulmane.

## Législation
Le gouvernement de la Tanzanie et le gouvernement semi-autonome de Zanzibar reconnaissent tous deux la liberté de culte comme un droit fondamental et s'efforcent de la protéger. Le gouvernement de Zanzibar nomme des responsables religieux musulmans à Zanzibar. Les instances juridique de Tanzanie et de Zanzibar sont laïques, mais les musulmans ont la possibilité de recourir aux tribunaux religieux pour les affaires familiales. Des cas individuels de violence à motivation religieuse se sont produits contre des chrétiens et des musulmans, ainsi que contre des personnes accusées de sorcellerie. La liberté de pratiquer une religion est un droit de l'homme en Tanzanie.

## Estimations 2022
- Islam en Tanzanie (34..40 %) (et 99 % à Zanzibar)
- Christianisme en Tanzanie (en) (50..69 %)
  - Catholicisme en Tanzanie (en) (> 12 millions)
  - Anglicanisme en Tanzanie (en) (2,5 millions)
  - Luthéranisme en Tanzanie (> 8 millions)
  - Orthodoxie en Tanzanie (200 000 fidèles revendiqués)
- Bahaïsme en Tanzanie (en) (200 000 fidèles)
- Bouddhisme en Tanzanie (en)
- Hindouisme en Tanzanie (en) (50 000 fidèles en 2010)
- Sikhisme en Tanzanie (en)
- Liberté de religion en Tanzanie (en)
- Religions traditionnelles africaines